# Bernard Vifian
Bernard Édouard Vifian (Schlieren, 16 dicembre 1944 – La Rivière-Enverse, 18 giugno 2012) è stato un ciclista su strada e pistard svizzero.
Professionista dal 1967 al 1971, fu campione svizzero sia su strada nella corsa in linea che su pista nell'inseguimento individuale.
Anche suo figlio Frédéric fu per qualche anno un ciclista professionista.

## Palmarès

### Strada
- 1965 (Dilettanti)

Prix de Lugano
- 1966 (Dilettanti)

tappa Annecy-Évian-Annecy
Classifica generale Annecy-Évian-Annecy
tappa Vuelta a México
tappa Vuelta a México
tappa Tour de Marmara
- 1969 (Tigra, una vittoria)

Campionati svizzeri, Prova in linea

### Altri successi
- 1965 (Dilettanti)

Criterium di Eschenbach
Criterium de Morzine
- 1966 (Dilettanti)

Circuito di Cousance
Criterium de Courteselle
Criterium di Aix-les-Bains

### Pista
- 1966 (Dilettanti)

Campionati svizzeri, Inseguimento individuale Dilettanti
- 1967

Campionati svizzeri, Inseguimento individuale

## Piazzamenti

### Grandi Giri
- Tour de France

1967: 73º
1970: 22º
- Giro d'Italia

1969: 20º
1971: 46º

### Classiche monumento
- Milano-Sanremo

1968: 91º
- Liegi-Bastogne-Liegi

1968: 47º

### Competizioni mondiali
- Campionati del mondo

Heerlen 1967 - In linea: 32º
Zolder 1969 - In linea: 39º
Leicester 1970 - In linea: 46º
Mendrisio 1971 - In linea: 57º